# Standon (Staffordshire)
Pour les articles homonymes, voir Standon.
Standon est un village et une paroisse civile du Staffordshire, en Angleterre.